# Crash and Burn (John Foxx & Louis Gordon)
Crash and Burn è un album di John Foxx e Louis Gordon, pubblicato nel giugno del 2003.

## Tracce

### Prima edizione (2003)
1. "Drive" — 6:55
2. "Cinema" — 5:09
3. "Broken Furniture" — 5:25
4. "Crash and Burn" — 4:03
5. "Once in a While" — 4:10
6. "Sex Video" — 5:00
7. "Sidewalking" — 6:12
8. "Ultraviolet / Infrared" — 5:14
9. "She Robot" — 4:46
10. "Dust and Light" — 6:45
11. "Ray 1 / Ray 2" — 5:10
12. "Smoke" — 7:11

### Special edition (2010)
CD1 (CD originale rimasterizzato)
1. "Drive" — 6:55
2. "Cinema" — 5:09
3. "Broken Furniture" — 5:25
4. "Crash and Burn" — 4:03
5. "Once in a While" — 4:10
6. "Sex Video" — 5:00
7. "Sidewalking" — 6:12
8. "Ultraviolet / Infrared" — 5:14
9. "She Robot" — 4:46
10. "Dust and Light" — 6:45
11. "Ray 1 / Ray 2" — 5:10
12. "Smoke" — 7:11

CD2
1. Making Movies - 9:22
2. Your Shadow - 4:50
3. Underwater Dreamsex - 6:13
4. Labyrinth Generator - 4:13
5. Broken Furniture (Live From A Room)- 5:29
6. Ultraviolet / InfraRed (Live From A Room)- 5:21
7. Nightlife (Live From A Room) - 8:53
8. Storm Warning - 4:20
9. Sex Video (Live From A Room)- 6:51
10. Broadway Submarine - 3:16
11. Dust And Light (Live) - 6:44
12. Invisible Women V2 (Live) - 5:42